# Crotalaria capitata
Crotalaria capitata là một loài thực vật có hoa trong họ Đậu. Loài này được Benth. ex Lam. miêu tả khoa học đầu tiên năm 1786.